# 정링컨
정링컨(본명: 링컨 폴 램버트 (Lincoln Paul Lambert), 2007년 10월 1일 ~ )은 미국 시민권의 아버지와 대한민국 국적의 어머니 사이에서 태어난 미국계와 한국계 혼혈인 아역 연기자이다.

## 주요 이력
2011년 tvN 《리얼키즈 스토리 레인보우》에서 첫 데뷔한 그는 대한민국 영주권과 미국 시민권을 소지, 즉 이중 국적을 소지하였다.

## 출연작

### TV 방송
- tvN 《러브송》
- tvN 《리얼키즈 스토리 레인보우》
- Mnet 《와이드 연예뉴스》
- tvN 《더 로맨틱 시즌1》
- O'live 《샘과 레이먼의 쿠킹타임 시즌2》
- On Style 《프로젝트 런웨이 코리아 시즌4》
- tvN 《캣츠 앤 독스》
- SBS 《놀라운 대회 스타킹》
- SBS 《배기완 최영아 조형기의 좋은 아침》
- O'live 《올리브 쇼》
- tvN 《마법의 왕》
- tvN 《SNL 코리아 시즌2》
- 손바닥TV 《아이돌 tv 스매쉬》
- On Style 《겟 잇 뷰티 2012》
- MBC 《2012 DMZ 평화콘서트》
- Story on 《김윤아, 김형규의 '슈퍼커플 다이어리 (시즌2)'》
- SBS 《한밤의 TV연예》
- MBC 《코미디에 빠지다》
- SBS 《놀라운 대회 스타킹》
- SBS 파워FM (107.7MHz) 《김창렬의 올드스쿨》
- tvN 《일요일N tvN - 세 얼간이》 8회 2인 3각 레이스 종목 생방송 방송분
- JTBC 《스토리셀러, 당신의 1분》
- MBC 《성탄특집 네팔콘서트 '축복합니다'》
- SBS 《좋은 아침》
- 중국 선쩐TV 《니엔따이쇼(年代秀)》
- KBS 2TV 《생생 정보통》
- 중국 후난TV 《춘절특집쇼 '일생일대'》
- QTV 《죽 쑤는 여자 죽지 않는 남자》
- MBC 《기분 좋은 날》
- Mnet 《와이드 연예뉴스》
- KBS 2 《뮤직뱅크》
- SBS 파워FM (107.7MHz) 《김창렬의 올드스쿨》
- SBS 《출발 모닝와이드》
- KBS 2 《위기탈출 넘버원》
- MBC every1 《무한걸스 시즌3》
- SBS 추석특집 《황금가족》
- EBS 1TV 《딩동댕 유치원》

### 드라마
- 2013년 SBS 주말드라마 《돈의 화신》... 은비령 아들 역 (17~18회)
- 2014년 tvN 목요드라마 《잉여공주》... 인어공주를 발견한 어린이 역 (특별출연 2회)
- 2014년 SBS 주말극장 《모던파머》... 황민국 역
- 2015년 SBS 일일연속극 《마녀의 성》 ... 레오 역
- 2019년 CBS 《크리미널 마인드》 시즌 14 (12회)

### 영화
- 2018년 Language Arts

### 뮤직 비디오
- 주니엘(JUNIEL) 미니3집앨범 '귀여운남자' M/V (2013)

## 광고
- 린나이 보일러 TV - CF (2011)
- 청정원 '푸드 테라피' TV - CF (2011~2012)
- Story on '고소영의 행복한 파티' 기부 캠페인 (2011)
- 기아자동차 Human-Driven 홍보영상 (2011)
- 현대자동차 지면광고 (2012)
- 리바트 가구 TV - CF (2012)
- 삼성 하우젠 세탁기 TV - CF (2012)
- 레몬트리＆블루독 유기견 캠페인 (2012)
- 에버랜드 지면광고 (2012)
- 에버랜드 TV - CF '키즈커버리' (2012)
- 팬콧(pancoat) 지면광고 (2011 겨울 & 2012 S/S F/W & 2013 S/S)
- 에버 랜드 TV - CF '마다가스카' (2012)
- AIA 생명 보험 TV - CF & 지면광고 (2012)
- Story on 김윤아, 김형규의 '슈퍼커플 다이어리 시즌2' 지면광고 (2012)
- 던킨도너츠 지면광고 (2012.12)
- LG 울트라HD TV : TV - CF (2013)
- 팬콧 지면광고 (2013 F/W)